# كلاوس زينك
كلاوس زينك (بالألمانية: Klaus Zink)‏ (20 يناير 1936 بلاوين ألمانيا - 9 فبراير 2024) هو لاعب كرة قدم ألماني لعب كمهاجم.

## روابط خارجية
- كلاوس زينك على موقع قاعدة بيانات كرة القدم.إي يو (الإنجليزية)
- كلاوس زينك على موقع عالم كرة القدم.نت (الإنجليزية)